# Karl Buresch
Karl Buresch (ur. 12 października 1878 w Groß-Enzersdorf, zm. 16 września 1936 w Wiedniu) − austriacki polityk, kanclerz.

## Życiorys
Był prawnikiem i politykiem Austriackiej Partii Chrześcijańsko-Społecznej. W okresie od 20 czerwca 1931 do 20 maja 1932 był kanclerzem Austrii i od 29 stycznia 1932 również ministrem spraw zagranicznych. W latach 1933–1935 był minister finansów w gabinetach Engelberta Dollfussa i Kurta Schuschnigga. Od 1935 do 1936 pozostał w rządzie Schuschnigga jako minister bez teki. W 1936 był dyrektorem państwowej kasy oszczędności.